# Elnon
Der Elnon ist ein kleiner Fluss, der in Belgien, Provinz Hennegau, Region Wallonien und in Frankreich, Département Nord, Region Hauts-de-France verläuft. Er entspringt im Gebiet der belgischen Gemeinde Rumes, entwässert zunächst in südlicher Richtung und erreicht nach etwa 3,5 Kilometern im Gemeindegebiet von Mouchin die französische Grenze. Dort nimmt er von rechts seinen Zufluss Gare auf, wendet sich nach Südosten und verläuft weitere 5,5 Kilometer entlang der französisch-belgischen Grenze. Dann erreicht er rein französisches Gebiet und mündet nach insgesamt rund 16 Kilometern bei Saint-Amand-les-Eaux als rechter Nebenfluss in den Courant de l’Hôpital. Ursprünglich mündete der Elnon unmittelbar in die Scarpe, im Zuge der Entwässerungsmaßnahmen wurde jedoch der Courant de l’Hôpital errichtet, der hier manchmal auch Décours genannt wird. Auf seinem Weg durchquert der Elnon den belgischen Naturpark Schelde-Ebenen und den französischen Regionalen Naturpark Scarpe-Schelde, die eine grenzüberschreitende Zusammenarbeit pflegen.

## Orte am Fluss
(Reihenfolge in Fließrichtung)
- Le Gros Tilleul, Gemeinde Rumes (BE)
- Planard, Gemeinde Mouchin (FR)
- Bas Hameau, Gemeinde Aix-en-Pévèle (FR)
- Howardries, Gemeinde Brunehaut (BE)
- Le Cul du Four, Gemeinde Rumegies (FR)
- Rue Molière, Gemeinde Rumegies
- Wabempré, Gemeinde Lecelles
- Lecelles (FR)
- Rue de Fèves, Gemeinde Lecelles
- Saint-Amand-les-Eaux (FR)